# Newニンテンドー3DS
Newニンテンドー3DS（ニューニンテンドースリーディーエス、New Nintendo 3DS、略称：New 3DS）は、任天堂が開発し、2014年（平成26年）10月11日に発売された携帯型ゲーム機。ニンテンドー3DS・ニンテンドー3DS LLの上位モデルに当たり、Newニンテンドー3DS専用のソフトウェアも発売されている。
本記事ではNewニンテンドー3DS LLについても述べる。

## 沿革
2014年（平成26年）8月29日の『NINTENDO 3DS Direct 2014.8.29』で発表され、ニンテンドー3DSの上位互換機として同年10月11日に発売された。
2017年（平成29年）7月13日、任天堂はNewニンテンドー3DSの生産を終了したと発表した。発売してから2年9か月であった。
2020年（令和2年）9月16日、Newニンテンドー3DS LL、ニンテンドー2DS、Newニンテンドー2DS LLを含む全てのシリーズ本体の生産終了が発表された。
2024年（令和6年）2月13日、修理用部品の保有期間が経過したことから、保有している部品在庫がなくなり次第、修理受け付けを終了することを発表した。
2024年（令和6年）4月9日、オンラインプレイサービスが終了となった。
2024年（令和6年）8月28日、修理用部品の在庫が枯渇したことから、Newニンテンドー3DSの修理サービスを終了した。
2025年（令和7年）3月4日、修理部品の在庫が枯渇したことから、Newニンテンドー3DS LLの修理サービスを終了した。

## ハードウェア
特徴として、NFCとニンテンドー ゲームキューブのCスティックとWii（クラシックコントローラ（PRO含む））・Wii U（Gamepad及びPROコントローラ）のZLボタン、ZRボタンが追加され、周辺機器の拡張スライドパッドの役割を果たすようになった（従来の拡張スライドパッドの使用は出来ない）。また旧型ニンテンドー3DS・ニンテンドー3DS LLよりも、性能が向上した。だが、次世代機ではなく、あくまでニンテンドー3DSの派生機モデルという位置付けになっている。しかしながら、Newニンテンドー3DS専用のソフトや、New 3DSと旧3DSでは挙動が異なるソフトも存在する。
またニンテンドー3DS（以下、「旧型」）と異なる点の1つ目が「液晶照明の自動調節機能」である。これにより、暗い部屋・明るい部屋でゲームをプレイする際、画面の明るさを自ら調整する必要がなくなった。
2つ目が「外部記憶媒体」である。New 3DSシリーズでは、ニンテンドー3DS（3DS LLを含む）の内蔵メモリが搭載できなくなった、旧型で採用していたSDカードではなく、microSDカードが採用された。しかしmicroSDカードの差込口はバッテリーカバー（背面カバー）を外さないと確認出来ない仕組みになっている。バッテリーカバーを開け閉めせずにmicroSDカードの情報を管理するために新たに本体のmicroSDカードをパソコンを使って管理出来る機能を初搭載した。これにはパソコンのほかにインターネット環境が必要であり、それと同時にパソコンと本機を同じ無線ルーターに接続する必要がある。
また軽微な差異としては「安全に使用するために」（HOMEメニューに最初から内蔵されているソフト）が、旧3DSの同名項目と違い電子説明書スタイルになった。また、旧3DSとNew 3DSの「安全に使用するために」は、それぞれ別ソフトとして扱われており、旧3DSからNew 3DSにデータ引っ越しをし、かつ、引っ越し前の旧3DSと引っ越し後のNew 3DSの双方において「安全に使用するために」を開いたことがある場合、2つの「安全に使用するために」が『思い出きろく帳』に混在することになった。

### Cスティック、ZLボタン、ZRボタン
ニンテンドー3DSの周辺機器である拡張スライドパッドの代わりになるボタン。ニンテンドー ゲームキューブ（以下GC）が採用していたCスティックはスライドパッドとは違う仕組み（指圧検知式）になってはいるが拡張スライドパッドのRスライドパッドと同じ操作をする事が出来る。Wiiクラシックコントローラ（PRO含む）及びWii U GamePad・PROコントローラが採用していたZLボタン、ZRボタンは拡張スライドパッドについているボタンと同じ操作をすることができる。

### 3Dブレ防止機能
本体の内側カメラで顔を認識するセンサーがあり、操作中に本体や顔が大きく動いても（ジャイロセンサーとの組み合わせで）顔の位置を認識して自動調整する。本体設定で更に微調整が可能。

### NFC
NFC（近距離無線通信）に対応しており、下画面にamiiboなどとの読み書きが行うエリアが搭載されている。2014年（平成26年）12月9日からは電子マネーの決済、amiiboに対応した。対応電子マネーはWii Uですでに対応している交通系電子マネーのSuica、PASMO、Kitaca、TOICA、manaca、ICOCA、SUGOCA、nimoca、はやかけんの9種類。PiTaPaは電子マネーの決済はできないが、『めがみめぐり』で連動した遊びに使用することが可能だった。

### きせかえプレート
Newニンテンドー3DSのみに対応。Newニンテンドー3DS LLには取り付ける事が出来ない。きせかえプレートには上と下があり下のプレートを交換するには別途プラスドライバー（サイズ:1番）が必要。プレートの柄はマリオやルイージなど、本体と同時に38種類を発売。任天堂からは2016年3月までに76種類を販売している。

## 本体機能

### テーマ機能
Newニンテンドー3DSシリーズでは標準でテーマ機能が追加（ニンテンドー3DS/LLは本体更新で対応）されておりHOMEメニューを着せ替えてカスタマイズする事が出来る。テーマはテーマショップで販売されており、背景、BGMや効果音、フォルダやアイコンなどが専用のものに変えられる。また一部無料で配信されるテーマもある。この他にもゲームソフトや限定版New 3DS本体の特典などとしてテーマがついてくるものもある。

### バッジ機能
New 3DS販売から間もない2014年（平成26年）12月に、画面上にバッジを飾る機能が追加された。バッジの入手方法は、同時期に開始したバッジとれ〜るセンターでクレーンゲームの要領でバッジを入手する。

### インターネットブラウザー
Newニンテンドー3DSシリーズのインターネットブラウザーは動画再生にも対応しておりHTML5に対応している動画サイトなら再生可能だがFlashを利用しているサイト、動画サイトはこれまで通り見る事が出来ない。また新しいインターネットブラウザーはYouTubeの3D動画にも対応しており3D動画が再生可能になっている。尚3DSにはYouTube再生用の専用アプリが提供されているが、アプリでは3D表示は非対応となっている。
Newニンテンドー3DSになり、メインメモリーの容量が増えたためか、以前の3DSには無かったタブ機能が追加されている。
またNew 3DSシリーズからは、インターネットブラウザーのフィルタリング機能が標準で有効となっている。任天堂側は、「子供が有害なサイトにアクセスしないようにする為の処置」として説明。そのため、アダルトサイトや出会い系サイト、交流系SNSサイトなどは閲覧不可能となっている。フィルタリングは解除する事が可能だが、クレジットカード認証と手数料33円が必要になる。なお、2022年1月18日午前9時をもってNew 3DSでのクレジットカード決済が終了することに伴い、新規にフィルタリング解除ができなくなった。
これまでのブラウザーと違い、ユーザーエージェントをiPhone系と通知するようになっており、そのためスマートフォンに対応したサイトではスマートフォン用の表示を選択できる。
また、インターネットブラウザーには隠しゲームが搭載されており、新規にタブを開いた直後の「新規ページ」で、ハイパーリンクになっていない場所を『スーパーマリオブラザーズ』の地上BGMのリズム（「タ タン タン タ タン タン」）でタッチした後に、表示されているハイパーリンクを選択すると、そのURLがブロック化し、ブロックくずしが始まる。

### 引っ越し
3DS間での引っ越しについて、従来型のニンテンドー3DS・3DS LL及び同等の能力のニンテンドー2DSから、New 3DS・New 3DS LLへの引っ越しについては対応しているが、New 3DS・New 3DS LLから従来型のニンテンドー3DS・3DS LL、ニンテンドー2DSへの引っ越しについては対応していない。
また、ニンテンドーDSiからの引っ越しについても対応している。

### システムアップデート
3DSと同様に本体のシステムソフトウェアや内蔵ソフト・機能は、インターネットや一部のゲームソフトを利用して更新（アップデート）する事が出来る。
更新が完了すると本体のバージョン番号が変わる場合がある。バージョン番号は「本体設定」内の上画面に表示される。ただし一度更新が完了すると過去のバージョンへ戻す事は出来ない。
New 3DSシリーズ発売時の日本国内仕様の本体の初期バージョン番号は「Ver.8.1.0-0J」である。
なおシステムソフトウェアを不正に改変したり、任天堂の許可していない機器やソフトウェアを使用した場合、その履歴が本体に記録され、任天堂での修理が受け付けられなくなる。販売店によっては、不正改造がないか確認し、判明すれば買取を拒否、または初期化をされる場合もある。

## 仕様
| サイズ（閉じた状態）   | - 横：約142.0mm - 縦：約80.6mm - 厚さ：約21.6mm - 重量：約253g（バッテリーパック、タッチペン、microSDカードを含む） | |
| 画面                   | - 上下画面共に約1677万色表示が可能 - 上画面 - 3.88インチ(横84,6mm×縦50,76mm)の裸眼立体視機能つきワイド液晶（3Dブレ防止機能搭載、タッチパネル機能なし、5:3比率） - 横800×縦240ピクセル - 下画面 - 3.33インチ(横67,68mm×縦50,76mm)のタッチ入力機能付き液晶（裸眼立体視機能なし、4:3比率） - 横320×縦240ピクセル | |
| カメラ機能             | - レンズ・単焦点 - 撮像素子・CMOS - 内カメラ1個・外カメラ2個搭載 - 解像度はいずれも640×480（約30万画素） - 外カメラは立体写真の撮影が可能 - 暗い場所での撮影でも鮮明に撮影できるようになった | |
| 無線通信               | - IEEE 802.11b/g（2.4GHz帯）に対応 - ニンテンドー3DS同士の対戦プレイが可能 - 無線LANアクセスポイント経由でインターネットに接続可能 - セキュリティーを強化（DSi/DSi LL同様、WPA・WPA2に対応） - ユーザーが能動的な操作を行わなくても、スリープ時に自動でニンテンドー3DS同士でデータを交換したり、ネットワークを通じてフレンドリストに登録したフレンドの状況を問い合わせたり（フレンドへの通知は任意設定）、体験版・3D動画などを自動受信する機能や本体自動更新をシステムでサポート（いつの間に通信） - DSi互換モードによってDS専用ソフト・DSi対応ソフト・DSi専用ソフト・DSiウェアプレイ時、各種通信機能を利用可能（従来のDSシリーズ本体やWiiと通信可能） - 赤外線通信機能がある - NFC（近距離無線通信）が標準搭載 - Bluetoothは本体側ではサポートしない。 | |
| 時計機能               | - 最大日差±4秒(使用可能環境での使用時) | |
| 出力電力(空中線電力)   | - 11b 最大5,5dBm/11g最大 5,0dBm | |
| 通信規格               | - IEEE802.11b/g 準拠 | |
| 推奨通信距離           | - 30m以内 | |
| 最大消費電力           | - 約4,1W (充電時) | |
| 入力（操作系）         | - A/B/X/Yボタン、十字ボタン、L/Rボタン、ZL/ZRボタン、スタート/セレクトボタン、HOMEボタン - スライドパッド（360度のアナログ入力可能） - Cスティック（360度のアナログ入力可能） - タッチスクリーン - マイク - 3つのカメラ（外側に2つの3D用のカメラ、内側の通常のカメラ1個） - モーションセンサー - ジャイロセンサー | |
| その他入力             | - 3Dボリューム（3D表示の立体深度を変更可能で、立体視機能をオフにする事も可能） - HOMEボタン - 電源ボタン - 音量ボタン（スライド式） - 外部の無線スイッチは無くなったが本体内の設定で変更可能 | |
| コネクタ               | - ゲームカードスロット - microSDカードスロット：microSDカード2GB、ならびにmicroSDHCカード32GBまで対応。microSDXCカードは公式には非対応とされ、任天堂もサポートしていないが、サードパーティ製のフォーマッタでファイルシステムをFAT32にしてフォーマットすることで、64GBのmicroSDXCカードも使用できるようになる。 - ACアダプタ接続端子 - 充電端子 - ヘッドフォン接続端子 (2極ミニジャック) | |
| サウンド               | - 上画面左右のステレオスピーカー（擬似サラウンド、事実上のドルビープロロジックII対応） | |
| タッチペン             | - 専用タッチペン（約7.6cm） | |
| バッテリー             | - リチウムイオンバッテリー - 容量：1400mAh - 充電時間：約3時間30分 | |
| バッテリー持続時間     | - ニンテンドー3DSソフトをプレイする場合：約3時間30分 - 6時間 - ニンテンドーDSソフトをプレイする場合：約6時間30分 - 10時間30分 | |
| ゲームカード           | - ニンテンドー3DS専用ゲームカード（New 3DS用の専用ソフトやNew 3DSで遊ぶときは画面(画質)が綺麗になったり動作が快適になるソフトも発売されている。） - ゲームカードのサイズ（外見）はDSカードとほぼ同等だが、右側面に突起が追加されており従来のDSシリーズ本体には物理的に挿入できないようになっている。 - 容量は旧3DS発売時点（2011年2月26日）では2ギガバイトまで。2012年1月26日発売のソフトで4ギガバイトのものが使用された。 | |
| CPU                    | - ニンテンドー3DSのデュアルコアからクアッドコアになった | |
| グラフィックス         | - 「MAESTRO」をベースとしたGPUコア | |
| プリインストールソフト | - ニンテンドー3DSカメラ - ニンテンドー3DSサウンド - Miiスタジオ - すれちがいMii広場 - ARゲームズ - 思い出きろく帳 - 顔シューティング - ニンテンドーゾーン - インターネットブラウザー - Miiverse (2017年11月8日サービス終了) - 3D体験映像（同梱のmicroSDカードにプリインストール） - うごくメモ帳3D（同梱のmicroSDカードにプリインストール） - その他 | - ニンテンドー3DSカメラ - ニンテンドー3DSサウンド - Miiスタジオ - すれちがいMii広場 - ARゲームズ - 思い出きろく帳 - 顔シューティング - ニンテンドーゾーン - インターネットブラウザー - Miiverse (2017年11月8日サービス終了) - 3D体験映像（同梱のmicroSDカードにプリインストール） - うごくメモ帳3D（同梱のmicroSDカードにプリインストール） - その他 |

## 本体
以下の記述は、特記事項のない限りは日本での発売日。
Newニンテンドー3DSの型番はKTR-001。カラーバリエーションによる型番の違いはない。
本体付属品は以下の通り。
- Newニンテンドー3DS専用タッチペン 1本
- きせかえプレート 上下 各1枚
- micro SD HCカード（4GB）1個：あらかじめ3DS本体に挿入されている。

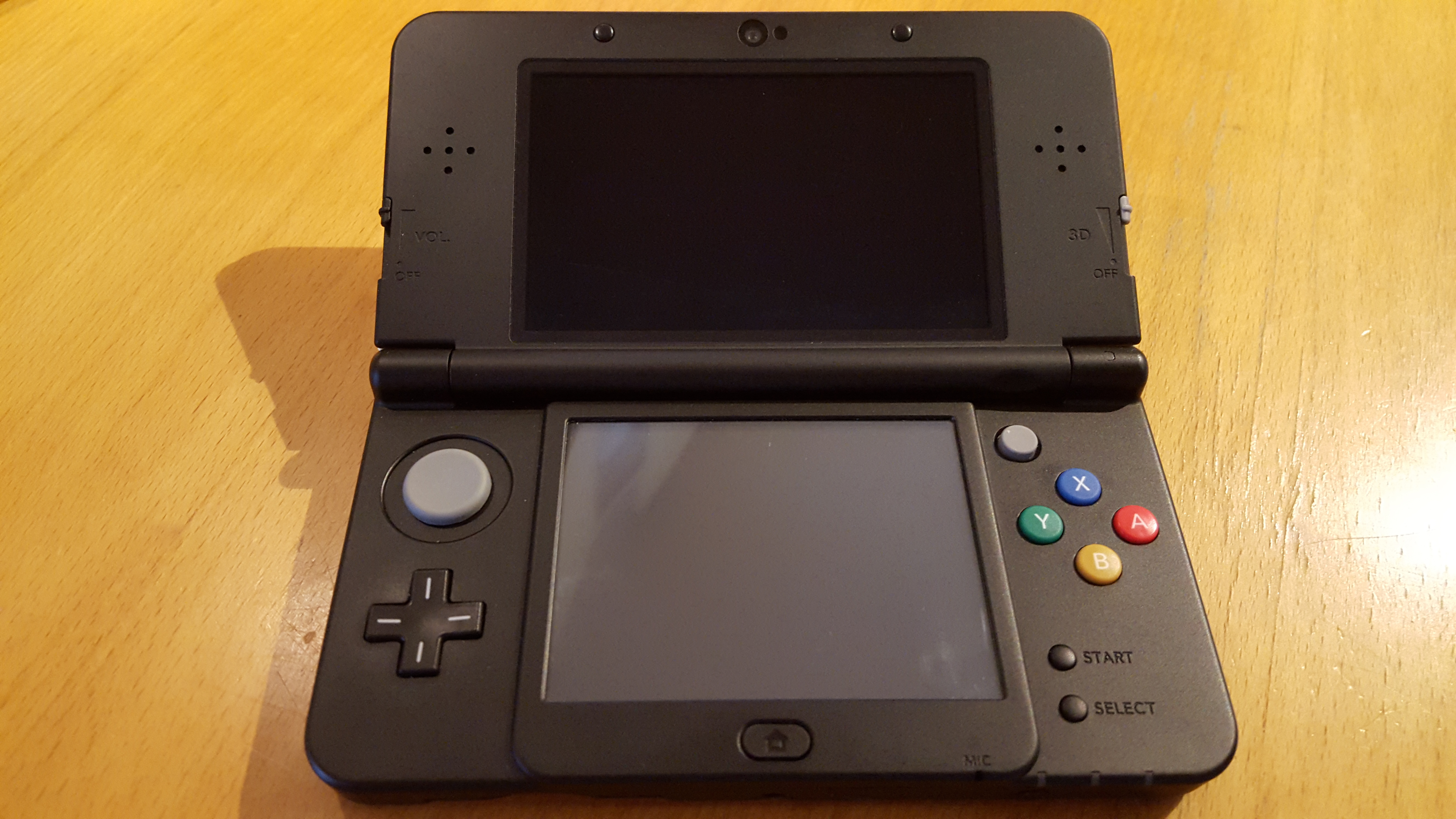
ブラック

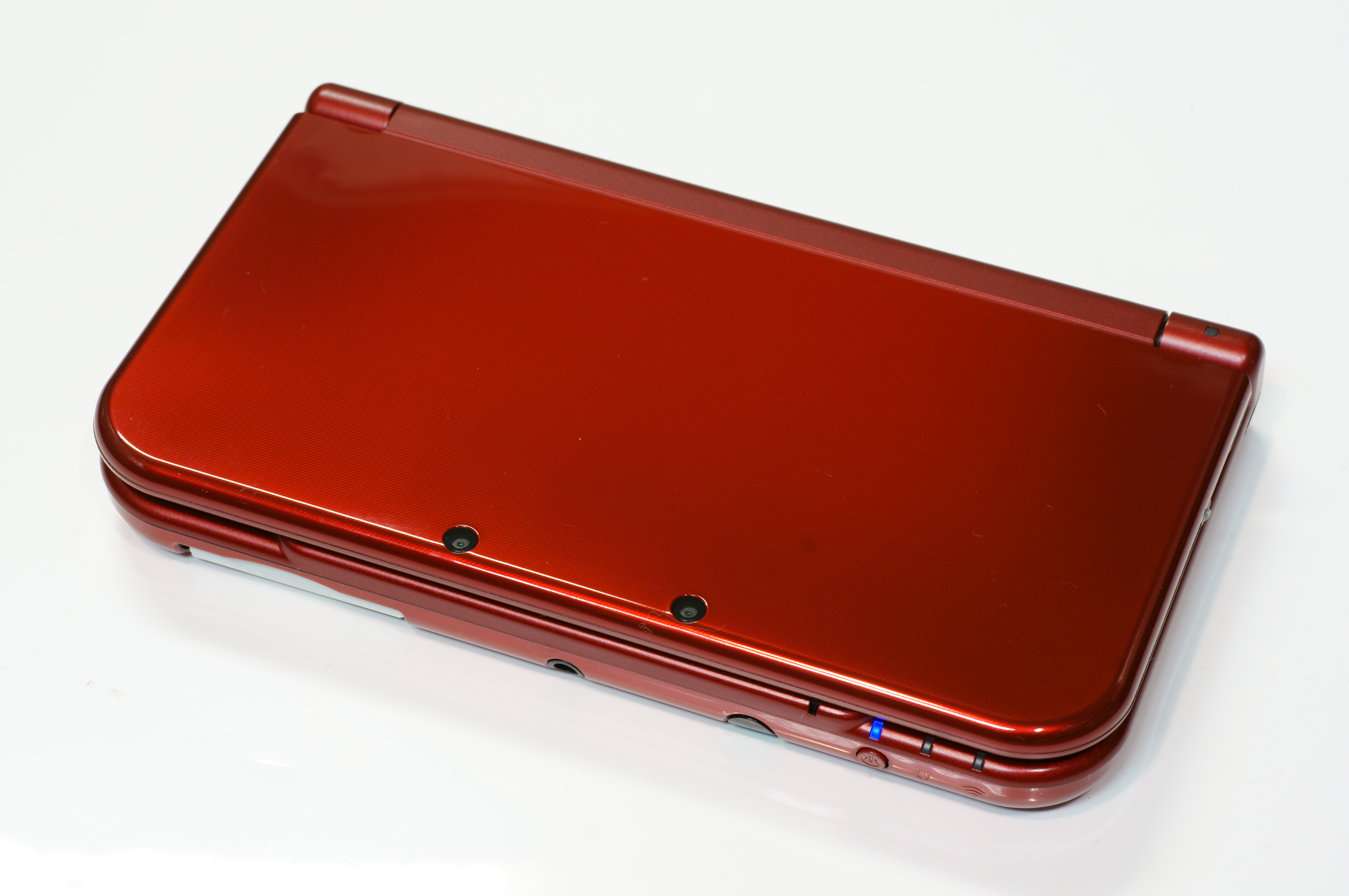
メタリックレッド

- ARカード 6枚
- かんたんスタートガイド 1枚
- 取扱説明書 1冊
- 保証書 1冊

オリジナルカラー
- ブラック

ホワイト（2014年10月11日 - 2017年7月13日）
ブラック（2014年10月11日 - 2017年7月13日）
限定モデル（ソフト同梱なし）
以下のモデルは、オリジナルカラーのきせかえプレート（ホワイト、ブラック）は含まれていない。
グラードン エディション（ブラック、2014年11月21日発売）
ポケモンセンター限定。スエード調のきせかえプレートを装着。
カイオーガ エディション（ホワイト、2014年11月21日発売）
ポケモンセンター限定。スエード調のきせかえプレートを装着。
きせかえプレートパック ファイアーエムブレムif（ブラック、2015年6月25日発売）
きせかえプレートNo.61（同日単品でも発売）とmicroSDHCメモリーカード16GBがセットになったモデル。microSDメモリーカード4GBは含まれない。
きせかえプレートパック マドラスチェック（ホワイト、2015年7月16日発売）
ヤマダ電機限定。オリジナルのきせかえプレートとACアダプタ（WAP-002）がセットになったモデル。
きせかえプレートパック カラフルスター（ホワイト、2015年9月17日発売）
きせかえプレートNo.64（同日単品でも発売）とACアダプタがセットになったモデル。
きせかえプレートパック モンスターハンタークロス（ブラック、2015年11月28日発売）
きせかえプレートNo.65（同日単品でも発売）とACアダプタがセットになったモデル。
きせかえプレートパック ハローキティ（ホワイト、2015年11月28日発売）
きせかえプレートNo.66（同日単品でも発売）とACアダプタと『ハローキティのオリジナルテーマ』ダウンロード番号がセットになったモデル。
きせかえプレートパック スーパーマリオメーカーデザイン（ブラック、2015年11月28日発売）
きせかえプレートNo.67（同日単品でも発売）とACアダプタがセットになったモデル。
きせかえプレートパック どうぶつの森（ホワイト、2015年11月28日発売）
きせかえプレートNo.68（同日単品でも発売）とACアダプタがセットになったモデル。
日本国内未発売
大使版（2015年1月7日-2015年1月12日）欧州のみ

## 周辺機器
| 型番    | 名称                                     | 備考 |
| ------- | ---------------------------------------- | --- |
| WAP-002 | ACアダプタ                               | 本体への電源供給および内蔵充電池の充電を行うためのACアダプタ。ニンテンドーWi-Fiネットワークアダプタ・ニンテンドーDSi・ニンテンドーDSi LL・ニンテンドー3DS・ニンテンドー3DS LL・ニンテンドー2DS・Newニンテンドー3DS・Newニンテンドー3DS LL・Newニンテンドー2DS LL・Wiiリモコン急速充電台の10機種で利用可能。New 3DS、New 3DS LL、New 2DS LLには同梱されていない。店頭で購入できる。 |
| KTR-003 | New3DS専用バッテリーパック               | 本体内蔵のほか、任天堂ホームページからも購入できる。 |
| KTR-004 | New3DS専用タッチペン                     | 使用していない時は本体に収納可能。伸縮はできない。本体同梱。 |
| KTR-007 | New3DS専用充電台                         | ACアダプタを接続し、本体を置いて充電する。別売。本体と同時発売。 |
| KTR-009 | きせかえプレート（上）                   | New 3DSに取り付けるプレート。バリエーションによる型番の違いはない。全76種類。 |
| KTR-010 | バッテリーカバー／きせかえプレート（下） | New 3DSに取り付けるプレート。バリエーションによる型番の違いはない。全76種類。 |
| CTR-010 | ニンテンドー3DS専用スタンド              | すべてのニンテンドー3DSシリーズで使用可能。本体を置いてプレイできる折りたたみ式のスタンド。3DSソフト新・光神話 パルテナの鏡に同梱されているほか、店頭で単品でも購入できる。 |
| KTR-011 | microSDHCメモリーカード16GB              | 市販されているmicroSDHCメモリーカードと機能は同じである。microSDカードアダプター（KTR-013）同梱。microSDXCカードには非対応。 |
| KTR-012 | microSDHCメモリーカード32GB              | 市販されているmicroSDHCメモリーカードと機能は同じである。microSDカードアダプター（KTR-013）同梱。microSDXCカードには非対応。 |

ライセンス商品
爆釣バーロッド（バンダイナムコ）
爆釣バーハンターで使用。

## 派生機種

### Newニンテンドー3DS LL

#### 仕様
| サイズ（閉じた状態）   | - 横：約160.0mm - 縦：約93.5mm - 厚さ：約21.5mm - 重量：約329g（バッテリーパック、タッチペン、microSDカードを含む） |                                                         |
| 画面                   | - 上下画面共に約1677万色表示が可能 - 上画面 - 4.88インチ(横106,2mm×縦63,72mm)の裸眼立体視機能つきワイド液晶（3Dブレ防止機能搭載、タッチパネル機能なし、5:3比率） - 横800×縦240ピクセル - 下画面 - 4.18(横84,96×縦63,72mm)インチのタッチ入力機能付き液晶（裸眼立体視機能なし、4:3比率） - 横320×縦240ピクセル |                                                         |
| カメラ機能             | - レンズ・単焦点 - 撮像素子・CMOS - 内カメラ1個・外カメラ2個搭載 - 解像度はいずれも640×480（約30万画素） - 外カメラは立体写真の撮影が可能 - 暗い場所での撮影でも鮮明に撮影できるようになった |                                                         |
| 無線通信               | - IEEE 802.11b/g（2.4GHz帯）に対応 - ニンテンドー3DS同士の対戦プレイが可能 - 無線LANアクセスポイント経由でインターネットに接続可能 - セキュリティーを強化（DSi/DSi LL同様、WPA・WPA2に対応） - ユーザーが能動的な操作を行わなくても、スリープ時に自動でニンテンドー3DS同士でデータを交換したり、ネットワークを通じてフレンドリストに登録したフレンドの状況を問い合わせたり（フレンドへの通知は任意設定）、体験版・3D動画などを自動受信する機能や本体自動更新をシステムでサポート（いつの間に通信） - DSi互換モードによってDS専用ソフト・DSi対応ソフト・DSi専用ソフト・DSiウェアプレイ時、各種通信機能を利用可能（従来のDSシリーズ本体やWiiと通信可能） - 赤外線通信機能がある - NFC（近距離無線通信）が標準搭載 - Bluetoothは本体側ではサポートしない。 |                                                         |
| 時計機能               | - 最大日差±4秒(使用可能環境での使用時) |                                                         |
| 出力電力(空中線電力)   | - 11b 最大5,5dBm/11g最大 5,0dBm |                                                         |
| 通信規格               | - IEEE802.11b/g 準拠 |                                                         |
| 推奨通信距離           | - 30m以内 |                                                         |
| 最大消費電力           | - 約4,1W (充電時) |                                                         |
| 入力（操作系）         | - A/B/X/Yボタン、十字ボタン、L/Rボタン、ZL/ZRボタン、スタート/セレクトボタン、HOMEボタン - スライドパッド（360度のアナログ入力可能） - Cスティック（360度のアナログ入力可能） - タッチスクリーン - マイク - 3つのカメラ（外側に2つの3D用のカメラ、内側の通常のカメラ1個） - モーションセンサー - ジャイロセンサー |                                                         |
| その他入力             | - 3Dボリューム（3D表示の立体深度を変更可能で、立体視機能をオフにする事も可能） - HOMEボタン - 電源ボタン - 音量ボタン（スライド式） - 外部の無線スイッチは無くなったが本体内の設定で変更可能 |                                                         |
| コネクタ               | - ゲームカードスロット - microSDカードスロット：microSDカード2GB、ならびにmicroSDHCカード32GBまで対応。microSDXCカードは公式には非対応とされ、任天堂もサポートしていないが、サードパーティ製のフォーマッタでファイルシステムをFAT32にしてフォーマットすることで、64GBのmicroSDXCカードも使用できるようになる。 - ACアダプタ接続端子 - 充電端子 - ヘッドフォン/マイク接続端子 (4極ミニジャック) |                                                         |
| サウンド               | - 上画面左右のステレオスピーカー（擬似サラウンド対応） |                                                         |
| タッチペン             | - 専用タッチペン（9.6cm） |                                                         |
| バッテリー             | - リチウムイオンバッテリー - 容量：1750mAh - 充電時間：約3時間30分 |                                                         |
| バッテリー持続時間     | - ニンテンドー3DSソフトをプレイする場合：約3時間30分 - 7時間 - ニンテンドーDSソフトをプレイする場合：約7時間 - 12時間 |                                                         |
| ゲームカード           | - ニンテンドー3DS専用ゲームカード（New 3DS用の専用ソフトやNew 3DSで遊ぶときは画面(画質)が綺麗になったり動作が快適になるソフトも発売されている。） - ゲームカードのサイズ（外見）はDSカードとほぼ同等だが、右側面に突起が追加されており従来のDSシリーズ本体には物理的に挿入できないようになっている。 - 容量は旧3DS発売時点（2011年2月26日）では2ギガバイトまで。2012年1月26日発売のソフトで4ギガバイトのものが使用された。 |                                                         |
| CPU                    | - ニンテンドー3DSのデュアルコアからクアッドコアになった | - ニンテンドー3DSのデュアルコアからクアッドコアになった |
| グラフィックス         | - 「MAESTRO」をベースとしたGPUコア | - 「MAESTRO」をベースとしたGPUコア                      |
| プリインストールソフト | - ニンテンドー3DSカメラ - ニンテンドー3DSサウンド - Miiスタジオ - すれちがいMii広場 - ARゲームズ - 思い出きろく帳 - 顔シューティング - ニンテンドーゾーン - インターネットブラウザー - Miiverse (2017年11月8日サービス終了) - 3D体験映像（同梱のmicroSDカードにプリインストール） - うごくメモ帳3D（同梱のmicroSDカードにプリインストール） - その他 |                                                         |

#### 本体
Newニンテンドー3DS LLの型番はRED-001。カラーバリエーションによる型番の違いはない。
本体付属品は以下の通り。
- Newニンテンドー3DS LL専用タッチペン 1本
- micro SD HCカード（4GB）1個
- ARカード 6枚
- かんたんスタートガイド 1枚
- 取扱説明書 1冊
- 保証書 1冊

オリジナルカラー
- メタリックレッド

メタリックブルー（2014年10月11日 - 2020年9月16日）
メタリックブラック（2014年10月11日 - ）※メーカー生産終了
パールホワイト（2015年6月11日 - 2020年9月16日）
メタリックレッド（2015年8月27日 - ）※メーカー生産終了
ライム×ブラック（2016年6月9日 - 2020年9月16日）
ピンク×ホワイト（2016年6月9日 - ）※メーカー生産終了
限定モデル（ソフト同梱なし）
大乱闘スマッシュブラザーズ エディション（2014年11月8日発売）
ハイラル エディション（2016年1月21日発売）
『ゼルダ無双 ハイラルオールスターズ』で使える限定追加コンテンツチケットが同梱。
ファイアーエムブレムif エディション
『ファイアーエムブレム0』の限定カードが2枚同梱。2016年4月12日から27日午前11時59分まで、任天堂ホームページにて受注販売される。
スーパーファミコン エディション
3DSのテーマがダウンロード出来るチケットが同梱。2016年4月12日から27日午前11時59分まで、任天堂ホームページにて受注販売される。
ギャラクシーパック（2016年11月11日発売）トイザらス限定
トイザらスのロゴ入りクリーニングポーチが同梱。
ポケットモンスター ソルガレオ・ルナアーラ【ブラック】（2016年11月18日発売）
ポケットモンスター ピカチュウ【イエロー】（2016年11月18日発売）
サムスエディション（2017年9月15日発売）
マイニンテンドーストア限定販売。
限定モデル（ソフト同梱版）
モンスターハンター4G スペシャルパック（2014年10月11日発売）
『モンスターハンター4G』仕様のNewニンテンドー3DS LL、『モンスターハンター4G』のソフト（パッケージ版）が同梱。
ゼルダの伝説 ムジュラの仮面 3D パック（2015年2月14日発売）
『ゼルダの伝説 ムジュラの仮面 3D』仕様のNewニンテンドー3DS LL、『ゼルダの伝説 ムジュラの仮面 3D』のソフト（ダウンロード版）が同梱。
モンスターハンター4G Newハンターパック（2015年3月12日発売）
メタリックブルーのNewニンテンドー3DS LL、ACアダプタ （WAP-002）、『モンスターハンター4G』のソフト（ダウンロード版）が同梱。
どうぶつの森 ハッピーホームデザイナーパック（2015年7月30日発売）
『どうぶつの森 ハッピーホームデザイナー』仕様のNewニンテンドー3DS LL、『どうぶつの森 ハッピーホームデザイナー』のソフト（ダウンロード版）、『どうぶつの森amiiboカード』（ランダムで選ばれたものが1枚）が同梱。
モンスターハンタークロス スペシャルパック（2015年11月28日発売）
『モンスターハンタークロス』仕様のNewニンテンドー3DS LL、『モンスターハンタークロス』のソフト（パッケージ版）が同梱。
モンスターハンタークロス 狩猟生活スタートパック（2016年4月28日発売）
『モンスターハンタークロス』仕様のNewニンテンドー3DS LL、ACアダプタ （WAP-002）、『モンスターハンタークロス』のソフト（ダウンロード版）が同梱。
日本国内未発売
オレンジ×ブラック （2016年11月11日 - ）欧州のみ

#### 周辺機器

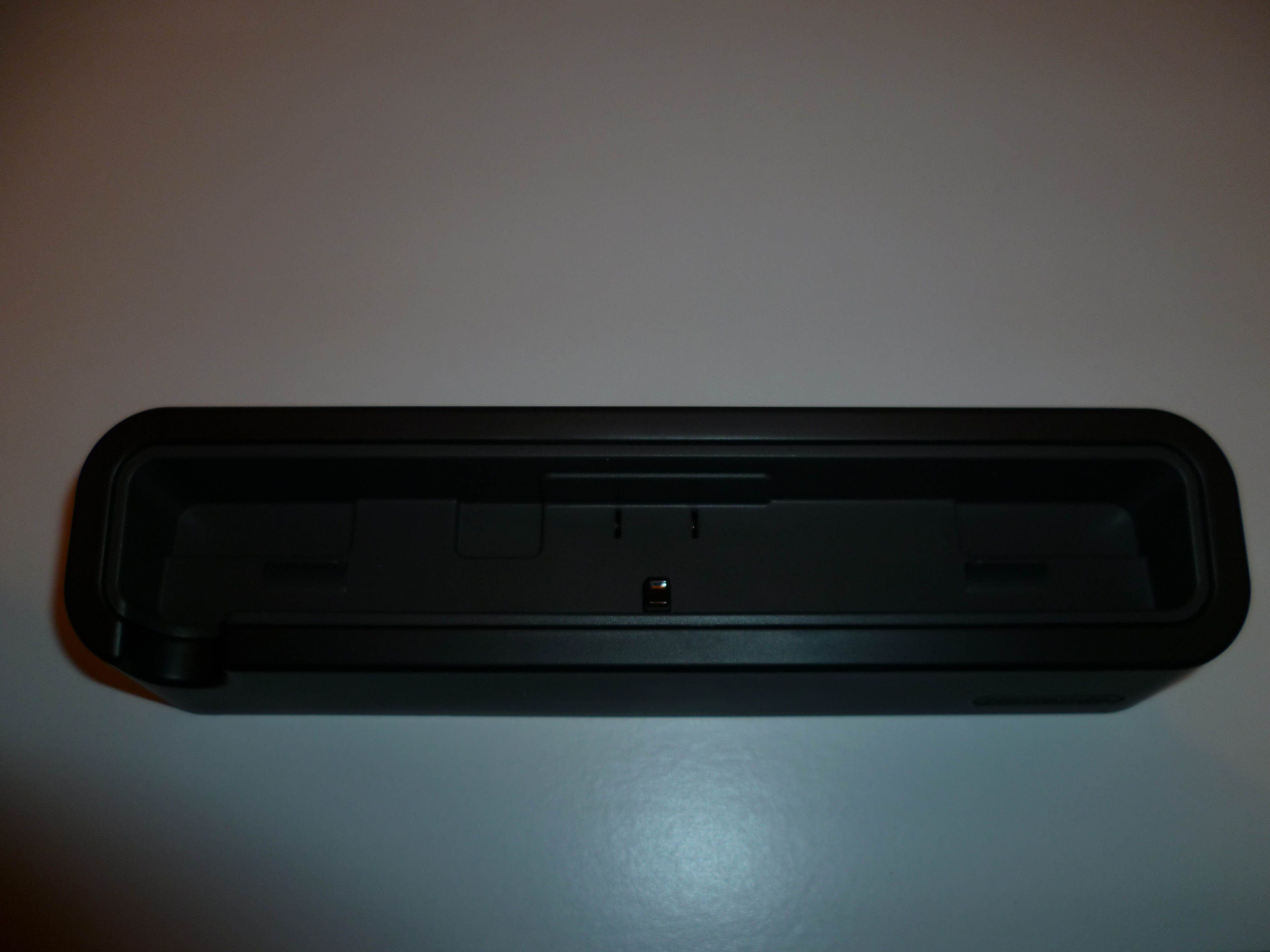
New3DS LL専用充電台（RED-007）

| 型番    | 名称                        | 備考 |
| ------- | --------------------------- | --- |
| WAP-002 | ACアダプタ                  | 本体への電源供給および内蔵充電池の充電を行うためのACアダプタ。ニンテンドーWi-Fiネットワークアダプタ・ニンテンドーDSi・ニンテンドーDSi LL・ニンテンドー3DS・ニンテンドー3DS LL・ニンテンドー2DS・Newニンテンドー3DS・Newニンテンドー3DS LL・Newニンテンドー2DS LL・Wiiリモコン急速充電台の10機種で利用可能。New 3DS、New 3DS LL、New 2DS LLには同梱されていない。店頭で購入できる。 |
| SPR-003 | New3DS LL用バッテリーパック | 3DS LL用と共通。本体内蔵のほか、任天堂ホームページからも購入できる。 |
| RED-004 | New3DS LL専用タッチペン     | 使用していない時は本体に収納可能。伸縮はできない。本体同梱。 |
| RED-007 | New3DS LL専用充電台         | ACアダプタを接続し、本体を置いて充電する。別売。本体と同時発売。 |
| CTR-010 | ニンテンドー3DS専用スタンド | すべてのニンテンドー3DSシリーズで使用可能。本体を置いてプレイできる折りたたみ式のスタンド。3DSソフト新・光神話 パルテナの鏡に同梱されているほか、店頭で単品でも購入できる。 |
| KTR-011 | microSDHCメモリーカード16GB | 市販されているmicroSDHCメモリーカードと機能は同じである。microSDカードアダプター（KTR-013）同梱。microSDXCカードには非対応。 |
| KTR-012 | microSDHCメモリーカード32GB | 市販されているmicroSDHCメモリーカードと機能は同じである。microSDカードアダプター（KTR-013）同梱。microSDXCカードには非対応。 |

ライセンス商品
モンスターハンターX ハンティングギア（HORI）

爆釣バーロッド（バンダイナムコ）
爆釣バーハンターで使用。

### Newニンテンドー2DS LL
- Newニンテンドー3DSから裸眼立体視（3D映像）機能を削除した下位モデル。
- 日本ではNewニンテンドー3DSと入れ替わる形で2017年7月13日に発売。

## ゲームタイトル
Newニンテンドー3DSシリーズはCPU性能が旧型より向上しているため、New 3DSシリーズで遊ぶ際には処理速度が向上して動作が快適になったり、読み込み時間が短縮されたり、画面効果が向上するソフトが発売されている。
本体発売から5ヶ月間は性能を生かしてNew 3DSシリーズのみで遊べる専用ソフトは発売されていなかったが、2015年4月2日に初のNew 3DSシリーズのみで遊べる専用ソフト『ゼノブレイド』が発売された。また、2016年3月4日より配信開始されたスーパーファミコン用ソフトのバーチャルコンソールもNew 3DSシリーズのみで遊べる。
本機以前に発売済みであるニンテンドー3DSシリーズおよびニンテンドーDSシリーズのソフトも引き続き使用出来るが、起動や終了の際の動作が軽快になる以外の機能向上はない。また本体の形状やゲームソフトのスロットの位置が異なるという理由で『ポケモントレッタラボ for ニンテンドー3DS』など一部のソフトはNew 3DSには対応しない。
Newニンテンドー3DSと旧型のニンテンドー3DSでの違いが分かるソフト
Newニンテンドー3DS専用ゲームでなくてもNew 3DSでゲームを遊ぶ時には動作が快適になったり画面が綺麗になるソフトとして、『モンスターハンター4G』・『大乱闘スマッシュブラザーズ  for Nintendo 3DS』などがある。例として、「旧型の3DSでは一部のソフト起動中にインターネットブラウザーまたはMiiverseを起動する事が出来ず、一度ソフトを終了させる必要があったが、New 3DSではその必要がない。」などの違いがある。また、『プチコン3号』ではベンチマークテストが出来るようになっている。
A列車で行こう3Dでは既存の利用者に対して、NEW対応の『～NEO』へのデータ更新が無料でできる。ゲーム内容に変更はないが時間経過の高速化や回転や3D化操作の快適化がされている。